# لیسووولا
لیسووولا (به لهستانی: Lisowola) یک روستا در لهستان است که در گمینا پوشچا ماریانگسکا واقع شده‌است.